# Camino Tassajara (Kalifornija)
Camino Tassajara je naseljeno područje za statističke svrhe u američkoj saveznoj državi Kalifornija. Prema popisu stanovništva iz 2010. u njemu je živjelo 2,197 stanovnika.